# Rothwell (West Yorkshire)
Rothwell is een plaats in het bestuurlijke gebied City of Leeds, in het Engelse graafschap West Yorkshire. De plaats telt circa 21.000 inwoners.

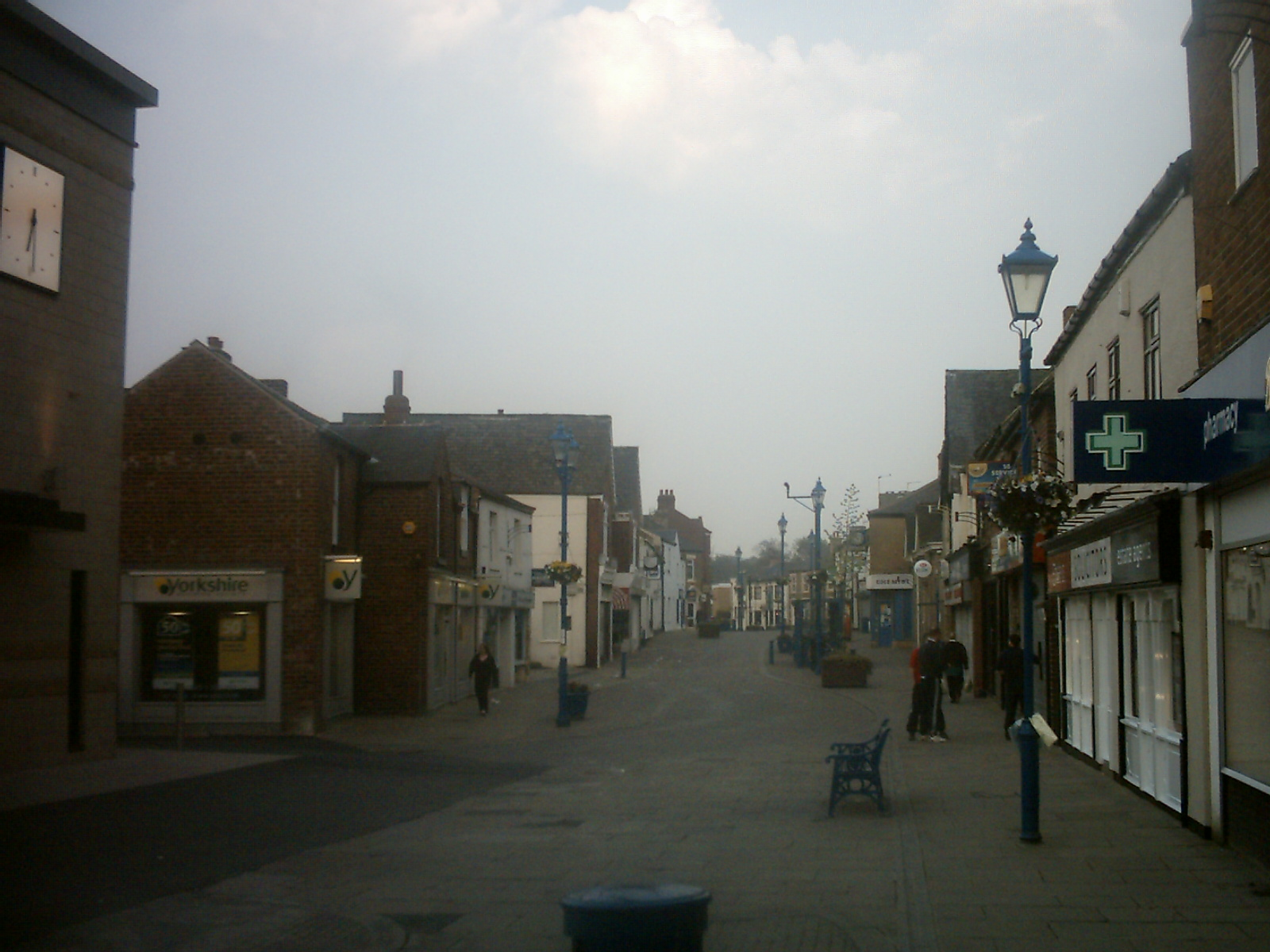
Winkelstraat in Rothwell
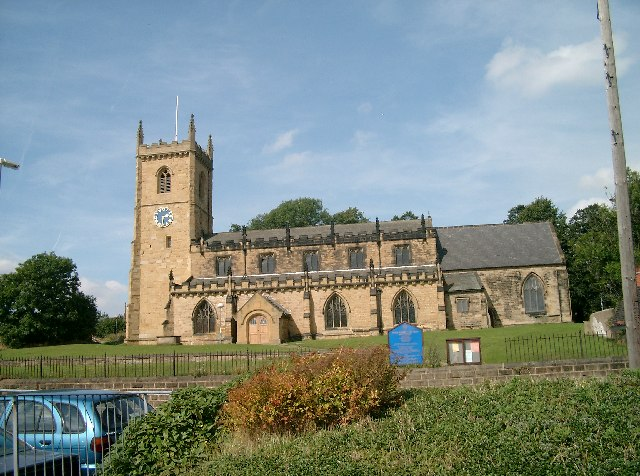
Holy Trinity Church